# Droga wojewódzka nr 601
Droga wojewódzka nr 601 (DW601) – droga wojewódzka w północnej Polsce w województwie warmińsko-mazurskim przebiegająca przez teren powiatu mrągowskiego. Droga ma długość 6 km. Łączy miejscowość Babięta z miejscowością Nawiady.

## Przebieg drogi
Droga rozpoczyna się w miejscowości Babięta, gdzie odchodzi od drogi krajowej nr 58. Następnie kieruje się w stronę północno - wschodnią i po 6 km dociera do miejscowości Nawiady, gdzie dołącza się do drogi krajowej nr 59. Jest wykorzystywana jako skrót na trasie Szczytno - Mrągowo. 

## Miejscowości leżące przy trasie DW601
- Babięta
- Prusinowo
- Nawiady